# فيونا بنسون
فيونا بنسون (من مواليد 25 مايو 1992) هي عداءة المسافات المتوسطة الكندية.  شاركت في سباق 800 متر في بطولة العالم لعام 2015 في ألعاب القوى في بكين، الصين. 

## الجامعة
من عام 2011 إلى عام 2015 ، ركضت لصالح جامعة Trinity Western .  

## روابط خارجية
- فيونا بينسون على موقع الاتحاد الدولي لألعاب القوى (الإنجليزية)
- فيونا بينسون على موقع الاتحاد الكندي لألعاب القوى (الإنجليزية)

- نبذة عن فيونا بنسون  على موقع الاتحاد الدولي لألعاب القوى